# Gregório de Elvira
Gregório de Elvira, ou Gregório Bético (em latim: Gregorio Bæticus), morto c. 392, foi um bispo de Elvira, na província romana de Bética, atual Espanha, de onde derivou seu sobrenome.

## Vida

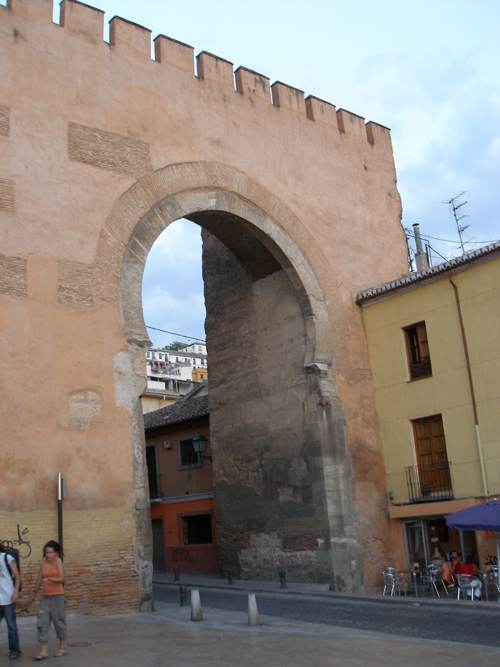
Porta de Elvira, na cidade de Granada (então chamada Elvira), sé de Gregório

Gregório aparece pela primeira vez no registro histórico como bispo de Elvira (Illiberis) em 375, mencionado na obra luciferiana Libellus precum ad Imperatores como um defensor do Credo de Niceia, após o bispo Ósio de Córdoba ter dado consentimento no Concílio de Sirmio para a segunda formulação da doutrina no ano de 357. Ele se mostrou, de toda forma, um ardente oponente do Arianismo, defendendo o credo de Niceia no Concílio de Rimini e recusando-se a entrar num intercurso eclesiástico com os bispos arianos Ursácio e Valente. Ele assumiu, na verdade, uma posição extrema, assim como o bispo Lúcifer de Cagliari, que seria ilegal promover bispos ou padres que, a qualquer tempo, tenham sido associados com o arianismo, ou ter qualquer comunhão religiosa com eles.
Este partido luciferianista encontrou aderentes na Espanha e, quando Lúcifer morreu (em 370 ou 371), Gregório de Elvira se tornou o líder e a face do movimento. Ou, ao menos, é o que está mencionado no Libellus precum, e também na crónica de São Jerônimo. Porém, o progresso feito na Espanha, de forma nenhuma pode ser entendido como "considerável".
Ele é venerado na Espanha como um santo, com sua festa celebrada em 24 de abril.

## Obras
Gregório também encontrou tempo para investir em suas obras literárias. São Jerônimo (De Viris Illustribus, c. 105) em diz que ele escreveu, até idade bem avançada, uma diversidade de tratados compostos em uma linguagem simples e ordinária (mediocri sermone), e produziu um excelente livro (elegantem librum), "De Fide" (Sobre a Fé).
O livro De Trinitate seu de Fide (Roma, 1575), que já foi atribuído a ele por Achilles Statius, seu primeiro editor, não saiu de suas penas, mas foi escrito na Espanha no final do século IV. Por outro lado, os primeiros historiadores da literatura, como Pasquier Quesnel e, mais recentemente, Morin, atribuíram-lhe o tratado De Fide Orthodoxa, que é direcionado contra o arianismo e figura entre as obras de Santo Ambrósio e Vigílio de Tapso.
O mesmo pode ser dito dos primeiros sete dos doze livros De Trinitate, cuja autoria já foi atribuída à Vigílio de Tapso. Uns poucos comentaristas também procuraram provar que Gregório era o autor do tratado De Libris Sacarum Scripturarum, publicado por Pierre Batiffo (Paris, 1900) como sendo o trabalho de Orígenes. Tem sido impossível assegurar a autoria em questão.
Há uma carta a ele de Eusébio de Vercelli preservada. Como Jerônimo afirmou que ele ainda estava vivo em De Viris, escrito em 392, a suposição é que ele ainda vivia naquela data. Porém, ele não deve ter vivido muito além, pois já seria um homem muito velho.